# 上海メディアグループ
上海メディアグループ（漢字表記：上海文化広播影視集団有限公司、中国語：上海文化广播影视集团有限公司、英文名：Shanghai Media Group、略称：SMG）は中華人民共和国上海市に本拠を置く放送メディア、文化、娯楽関連の企業グループである。上海広播電視台と上海東方伝媒集団を母体とし2014年に合併し成立した。

## 概要
上海広播電視台及びその他のメディア、娯楽、スポーツ、文化関連企業を傘下に所有した中華人民共和国最大級のメディア企業グループである。ケーブルテレビ、IP放送などを含むテレビ放送全体では1日通算258時間、ラジオ放送214時間の放送量を持つ。新聞、雑誌、インターネットメディア、音楽映像出版業務を幅広く運営している。
同グループのスローガンは「传播向上力量，丰富大众生活」。

## 歴史
- 1949年5月27日：上海人民広播電台（中国語版）開局。
- 1958年10月1日：上海電視台（中国語版）開局。
- 1987年6月5日：上海電視台第2チャンネル（のちに星尚频道、現: 都市チャンネル（中国語版））開局。
- 1992年8月8日：上海東方明珠（集団）股份有限公司（現: 東方明珠新媒体股分有限公司（中国語版））成立。
- 1992年10月28日：上海東方広播電台（中国語版）開局。
- 1992年12月26日：上海有線電視台（上海ケーブルテレビ）開局。
- 1993年1月18日：上海東方電視台（中国語版）開局。
- 1998年10月1日：上海衛視（2003年に東方衛視（中国語版）に改称）開局。
- 1999年：上海有線電視台はインターネット放送を分離し、上海市有線ネットワーク有限公司（現: 東方有線（中国語版））を設立。
- 2001年4月19日：行政・事業の分離のため、上海市文広局傘下の事業組織を合併し上海文化広播映視集団（中国語版）（上海メディア・アンド・エンタテインメントグループ、SMEG、俗称「大文広」）を設立。
- 2001年8月：上海文化広播映視集団傘下の放送事業である上海電視台、上海東方電視台、上海人民広播電台、上海東方広播電台などを合併させ上海文広新聞伝媒集団（上海メディアグループ、旧SMG、俗称「小文広」）を設立。
- 2002年：SMGはスポーツ事業を統合。
- 2003年：経済専門報道事業を統合、第一財経（中国語版）を設立。
- 2004年：子供向け放送を統合し「哈哈小児」チャンネルを設立。
- 2008年：文芸チャンネル、音楽チャンネル、芸術人文チャンネル、上海外語チャンネル、新聞娯楽チャンネルなどを設立。
- 2009年10月21日：国家新聞出版広電総局はSMGのさらなる行政・放送分離改革を支持し、旧SMGを上海広播電視台（RTS、上海ラジオテレビ）と上海東方伝媒集団に分離[2]。
- 2010年：この時期、SMGの5大事業（BesTV、第一財経、東方娯楽、東方ショッピング（东方购物）、アニメ放送（炫动传播））が事業を支える。
- 2011年12月29日：SMG傘下の百視通が上海証券取引所に上場。
- 2014年3月：東方衛視、新娯楽、星尚、芸術人文、大型活動部など五組織が合併し、東方衛視センター（東方衛星テレビセンター、东方卫视中心）設立、演芸関連事業は演芸センター（演艺中心）として設立[3]。
- 2014年3月31日：上海文化広播映視集団、上海広播電視台、上海東方伝媒集団が合併し、上海文化広播影視集団有限公司（上海文化广播影视集团有限公司、新SMG）が成立。中国共産党中央政治局委員、党上海市委員会書記の韓正が開所式に参加[4]。